# Darja Grigorjewna Dawydowa
Darja Grigorjewna Dawydowa (russisch Дарья Григорьевна Давыдова; * 21. März 1991 in Nabereschnyje Tschelny) ist eine russische Judoka. Sie war 2021 Zweite der Europameisterschaften.

## Karriere
Darja Dawydowa gewann 2007 die Kadetten-Europameisterschaften in der Gewichtsklasse bis 63 Kilogramm. Von 2008 bis 2014 trat sie in der Gewichtsklasse bis 70 Kilogramm an. 2009 war sie Dritte der U20-Europameisterschaften und der Juniorenweltmeisterschaften. 2010 gewann sie die Silbermedaille bei den U20-Europameisterschaften hinter Kim Polling aus den Niederlanden. 2011 war Dawydowa Siebte bei der Universiade in Shenzhen. Ende 2011 gewann sie eine Bronzemedaille bei den U23-Europameisterschaften.
2015 kehrte Dawydowa zurück ins Halbmittelgewicht, die Gewichtsklasse bis 63 Kilogramm. 2017 gewann sie den russischen Meistertitel. 2019 siegte sie beim Grand Slam in Jekaterinburg. Bei den Europaspielen in Minsk wurde sie Siebte in der Einzelwertung, gewann aber im Mixed-Team-Wettbewerb. Im Oktober 2019 wurde Dawydowa Dritte der Militärweltspiele.
Nach der Wettkampfpause wegen der COVID-19-Pandemie erreichte sie den siebten Platz bei den Europameisterschaften 2020 in Prag. Ein halbes Jahr später bei den Europameisterschaften in Lissabon bezwang sie im Halbfinale die Slowenin Andreja Leški, im Finale unterlag sie der zweiten Slowenin Tina Trstenjak. Bei den Olympischen Spielen in Tokio schied sie in ihrem ersten Kampf gegen die Venezolanerin Anriquelis Barrios aus.